# Beek (gemeente)

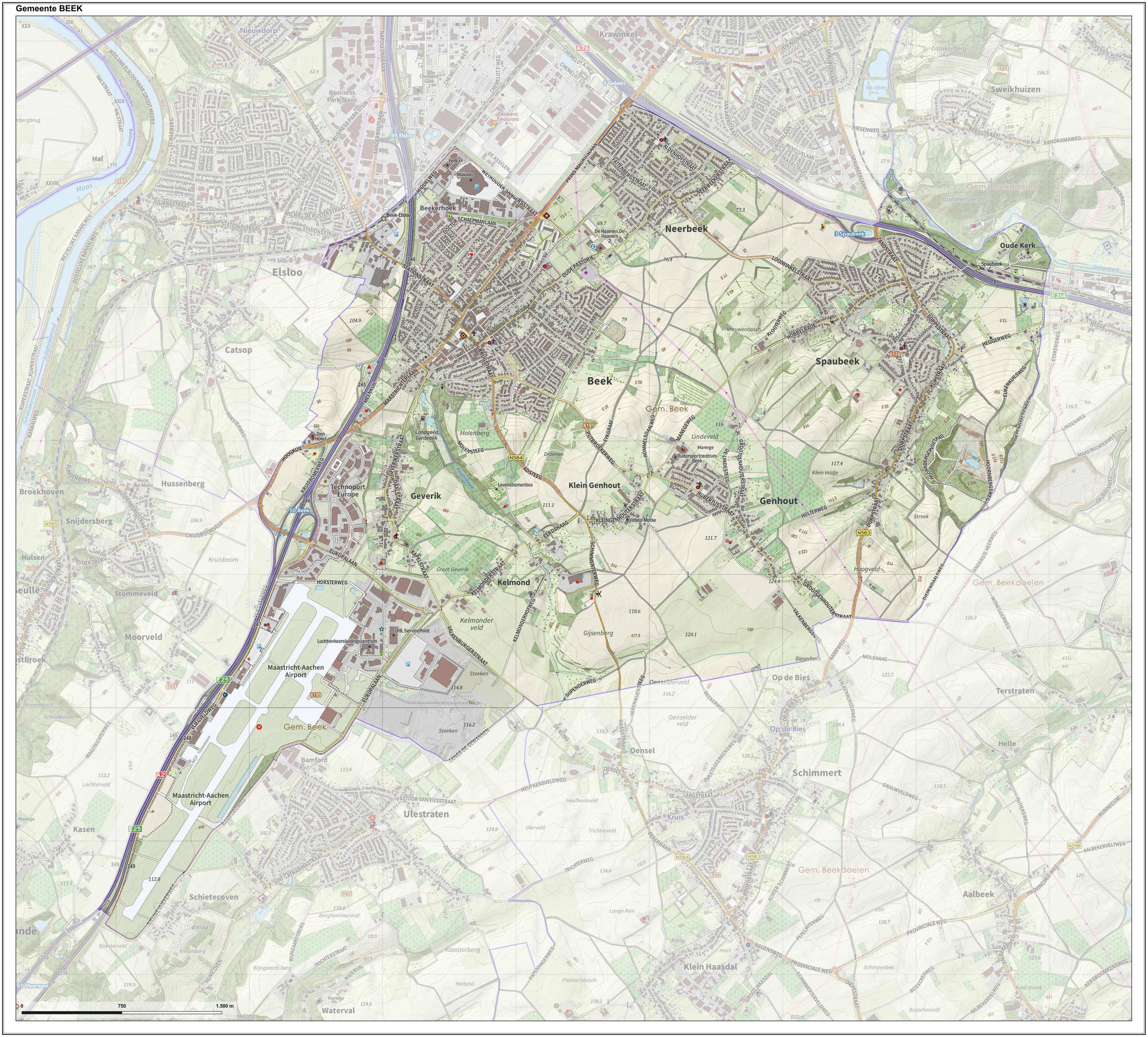
Topografische gemeentekaart van Beek

Beek (uitspraakⓘ) is een gemeente in de Nederlandse provincie Limburg. De gemeente telt 16.216 inwoners en heeft een totale oppervlakte van 21,03 km², waarvan 21,03 km² land en 0 km² water (1 januari 2024, Bron: CBS). De hoofdplaats is de gelijknamige plaats Beek. De huidige gemeente ontstond door de gemeentelijke herindeling in 1982. Hierbij werd vroegere gemeente Beek samengevoegd met de tot dan toe zelfstandige gemeente Spaubeek.

## Kernen
De gemeente Beek telt vijf dorpen en het gehucht Kelmond. Daarnaast liggen er in en rondom Spaubeek vier buurtschappen die niet als wijken kunnen worden gerekend. In de gemeente zijn witte Limburgstalige plaatsnaamborden te vinden naast de officiële blauwe Nederlandstalige, de benamingen zijn door de lokale bevolking gekozen en kunnen afwijken van de Veldeke-spelling. Genhout is verdeeld in Groot Genhout en Klein Genhout.

### Dorpen en gehuchten
Aantal inwoners per woonkern op 1 januari 2019:

### Buurtschappen
Naast deze officiële kernen bevinden zich in de gemeente de volgende buurtschappen (geen wijken):
- Hobbelrade
- Hoeve
- Looiwinkel
- Maastricht Airport
- Oude Kerk

## Geografie
De kernen van de gemeente Beek zijn hoofdzakelijk verspreid over de dalen van de Geleenbeek, Keutelbeek en de Maas. Uitgezonderd hierop is Genhout met omgeving, dat gelegen is boven op het Centraal Plateau.
| Aangrenzende gemeenten | Aangrenzende gemeenten | Aangrenzende gemeenten | Aangrenzende gemeenten | Aangrenzende gemeenten |
| ---------------------- | ---------------------- | ---------------------- | ---------------------- | ---------------------- |
| Stein                  |                        | Sittard-Geleen         |                        |                        |
|                        |                        |                        |                        |                        |
|                        | Beekdaelen             |                        |                        |                        |
|                        |                        |                        |                        |                        |
| Meerssen               |                        |                        |                        |                        |

Deze gemeente heeft een vrij landelijk karakter weten te behouden ondanks de verstedelijking van het dorp Beek.
De belangrijkste bronnen van inkomsten en werkgelegenheid zijn het Sittard-Geleense industriecomplex Chemelot en de luchthaven Maastricht Aachen Airport, die op het grondgebied van de gemeente zelf ligt en informeel nog Vliegveld Beek wordt genoemd.
Sinds 1970 heeft Beek een zusterstad, Gundelfingen an der Donau.

## Wielrennen
In Beek bevindt zich het "Adsteeg-circuit", waarop al vele malen de NK wielrennen op de weg zijn gehouden, waaronder in 2010. In 2012 liep zelfs het parcours van de Wereldkampioenschappen wielrennen over de Adsteeg.

## Bezienswaardigheden
- Complex van het vroegere Kasteel Sint-Jansgeleen met ruïne van het slot, gerestaureerde en bewoonde voorhof (kasteelhoeve met voormalige pachterswoning) en watermolen (Sint-)Jansmolen, op grondgebied van de dorpskern Spaubeek, aan de Geleenbeek, vlak bij de spoorlijn van Heerlen naar Sittard en de A76, even ten zuidoosten van Geleen, en iets ten westen van station Spaubeek.
- Sint-Annakapel in buurtschap Oude Kerk, even ten noorden van station Spaubeek.
- De voormalige destilleerderij Jacques Hennekens te Beek is als museum ingericht. Dit Elsmuseum staat in het teken van de kruidenbitter Els La Vera.
- Vrouwenbos

### Monumenten
In de gemeente zijn er een aantal rijksmonumenten en oorlogsmonumenten, zie:
- Lijst van rijksmonumenten in Beek (gemeente)
- Lijst van oorlogsmonumenten in Beek

## Religie
In de verschillende kerkdorpen heeft een parochie met een eigen parochiekerk, te weten: 
- Sint-Martinuskerk in Beek
- Sint-Hubertuskerk in Genhout
- Mariakapel in Geverik
- Sint-Callistuskerk in Neerbeek
- Sint-Laurentiuskerk in Spaubeek

Verder is er een Protestantse Kerk in Beek en vroeger had Beek nog een andere katholieke kerk, de Kerk van Onze-Lieve-Vrouw van de Wonderdadige Medaille, maar die is reeds gesloopt.
Naast de kerken zijn er ook enkele kapellen, waaronder de:
- Kapel van de Wonderdadige Medaille in Beek
- Sint-Annakapel in Spaubeek

Verder bevindt zich in de gemeente een groot aantal wegkruisen en kapellen, zie: Lijst van weg- en veldkruisen in Beek.

## Zetelverdeling gemeenteraad
| Gemeenteraadsverkiezingen                | Gemeenteraadsverkiezingen | Gemeenteraadsverkiezingen | Gemeenteraadsverkiezingen | Gemeenteraadsverkiezingen | Gemeenteraadsverkiezingen | Gemeenteraadsverkiezingen | Gemeenteraadsverkiezingen | Gemeenteraadsverkiezingen | Gemeenteraadsverkiezingen | Gemeenteraadsverkiezingen | Gemeenteraadsverkiezingen |
| Partij                                   | 1981*                     | 1986                      | 1990                      | 1994                      | 1998                      | 2002                      | 2006                      | 2010                      | 2014                      | 2018                      | 2022                      |
| ---------------------------------------- | ------------------------- | ------------------------- | ------------------------- | ------------------------- | ------------------------- | ------------------------- | ------------------------- | ------------------------- | ------------------------- | ------------------------- | ------------------------- |
| CDA                                      | 6                         | 5                         | 5                         | 5                         | 5                         | 6                         | 5                         | 4                         | 4                         | 5                         | 6                         |
| BBB-NDB                                  | -                         | -                         | -                         | -                         | -                         | -                         | 6**                       | 7                         | 6                         | 5                         | 4                         |
| Progressief Beek (PvdA, GroenLinks, D66) | 2                         | 2                         | 2                         | 3                         | 4                         | 2                         | 4                         | 4                         | 4                         | 4                         | 4                         |
| Belang van Beek (BVNL)                   | -                         | -                         | -                         | -                         | -                         | -                         | -                         | -                         | -                         | -                         | 2                         |
| VVD                                      | 3                         | 2                         | 2                         | 3                         | 3                         | 3                         | 2                         | 2                         | 1                         | 2                         | 1                         |
| Sociaal Belang Beek***                   | -                         | -                         | -                         | -                         | -                         | -                         | -                         | -                         | 2                         | 1                         | -                         |
| Burger Belangen Beek                     | -                         | 2                         | 2                         | 3                         | 2                         | 3                         | -                         | -                         | -                         | -                         | -                         |
| Nieuwe Democraten Beek                   | -                         | 1                         | 2                         | 2                         | 3                         | 3                         | -                         | -                         | -                         | -                         | -                         |
| D66                                      | 2                         | 1                         | 1                         | 1                         | -                         | -                         | -                         | -                         | -                         | -                         | -                         |
| Algemeen Belang                          | -                         | -                         | 2                         | -                         | -                         | -                         | -                         | -                         | -                         | -                         | -                         |
| PvdA                                     | -                         | 1                         | 1                         | -                         | -                         | -                         | -                         | -                         | -                         | -                         | -                         |
| Lijst-Luijten                            | 3                         | 2                         | -                         | -                         | -                         | -                         | -                         | -                         | -                         | -                         | -                         |
| Beeks Belang                             | -                         | 1                         | -                         | -                         | -                         | -                         | -                         | -                         | -                         | -                         | -                         |
| Lijst-Beckers                            | 1                         | -                         | -                         | -                         | -                         | -                         | -                         | -                         | -                         | -                         | -                         |
| Totaal                                   | 17                        | 17                        | 17                        | 17                        | 17                        | 17                        | 17                        | 17                        | 17                        | 17                        | 17                        |

- (Noot 1) Per 1 januari 1982 was de gemeente Beek samengevoegd met Spaubeek.
- (Noot 2) BBB-NDB was voor de verkiezingen van 2006 nog twee aparte partijen, namelijk Burger Belangen Beek en Nieuwe Democraten Beek.
- (Noot 3) In 2021 wijzigde Sociaal Belang Beek de naam van de partij, hiervoor stond de partij bekend als Senioren Belang Beek.